# Тамбуко (Чавес)
«Тамбуко» (исп. Tambuco) ― произведение для шести исполнителей на ударных инструментах, написанное мексиканским композитором Карлосом Чавесом в 1964 году. Пьеса посвящена Клэр Бут Люс, её типичное исполнение длится примерно тринадцать минут.

## История
Идея сочинения «Тамбуко» возникла весьма необычным образом. В 1950 году Клэр Бут Люс заказала Чавесу Третью симфонию, которую композитор в итоге завершил в 1954 году. Дружба Чавеса и Люс продолжалась почти три десятилетия, и после того, как Люс в 1963 году начала работать над созданием мозаик, она и композитор договорились обмениваться друг другом гонорарами, полученными за творческую работу. Для Чавеса Люс создала мозаику под названием «Золотой тигр», которую композитор впоследствии повесил в своей студии, находившейся в районе Мигель-Идальго в Мехико. После этого Чавес, в свою очередь, сочинил «Тамбуко». Премьера произведения состоялась 11 октября 1965 года в театре Лео Бинга при Музее искусств округа Лос-Анджелес в исполнении ансамбля ударных инструментов под управлением дирижёра Уильяма Крафта. И Чавес, и Люс посетили премьеру пьесы.

## Инструментовка
Каждый из шести исполнителей играет как минимум на шести различных инструментах. В каждой из таких групп ударных обязательно присутствуют инструменты с определённой высотой звука, мембранофоны, а также деревянные и металлические инструменты.
Вместо традиционных процедур тематического повторения и развития, в «Тамбуко» несколько по-иному излагается музыкальный материал ― Чавес назвал процесс, происходящий в пьесе, «постоянной и последовательной эволюцией: первоначальная идея служит причиной по отношению к следствию, которое, в свою очередь, немедленно становится причиной нового вывода, и так далее до конца произведения». Помимо этого, Чавес заявил, что такое движение музыки «подобно спирали».
Произведение делится на три основных раздела, для каждого из которых характерно преобладание определённых инструментов:
- Шейкеры и деревянные коробочки
- Инструменты с определённой высотой звука (колокольчики, челеста, вибрафон, бар чаймс и маримба). Эта секция заканчивается пассажем для ксилофона.
- Литавры, бонго, конга и бас-барабаны

За тремя основными разделами следует кода с внезапным завершением, в которой главная роль отведена инструментам с определённой высотой звука.